# Die Trauer der Frau Schneider
Die Trauer der Frau Schneider ist ein Spielfilm von Piro Milkani und Eno Milkani aus dem Jahr 2008, der auch unter den Titeln Trishtimi i zonjës Shnajder, Snajdrova und Smutek paní Šnajderové bekannt ist. Die albanisch-tschechische Co-Produktion war in dem Jahr die Einreichung Albaniens für den Oscar, wurde aber nicht nominiert.

## Handlung
Der albanische Student Lekë Seriani an der Akademie der musischen Künste in Prag arbeitet im Jahr 1961 zusammen mit einer Gruppe tschechischer Studenten an seiner Abschlussarbeit, einem Film über eine Motorradfabrik in der kleinen Marktstadt Český Šternberk. Der junge Albaner, der aus einem vom Rest von der Welt abgeschnittenen Land kommt, ist fasziniert vom Leben, der aufgeschlossenen Gesellschaft und der sexuellen Ausgelassenheit der Jugend in der Tschechoslowakei, fühlt sich aber auch stark verbunden mit seiner Familie und Heimat. Er verliebt sich in Frau Šnajderová, die mit einem Polizisten verheiratet ist, was ihm Sorgen um seine Zukunft bereitet.